# Никифоров, Арсений Павлович
Арсений Павлович Никифоров (5 мая 1913, Витебск — 1992) — советский летчик-истребитель, генерал-майор авиации.
Участник гражданской войны в Испании, советско-финской войны 1939—1940 годов. Участвовал в Великой Отечественной войне с 1941 года.

## Биография
Родился 5 мая 1913 года в городе Витебск (Беларусь) в семье* батраков. Русский (Беларус). Работал учеником слесаря в железнодорожном депо станции Витебск. С мая 1933 года учился в школе летчиков ОСОВИАХИМа. В Красной Армии с 1935 года, был призван Витебским военкоматом.
Окончил военную авиационную школу. Присвоено звание младшего командира.
Служил пилотом в одной из авиационных частей. Участвовал в национально-революционной войне в Испании с декабря 1937 года по июль 1938 год в качестве пилота бомбардировщика СБ 24-й бомбардировочной группы республиканской авиации.
Участвовал в советско-финской войне 1939—1940 годов.
Участвовал в Великой Отечественной войне с 1941 года. Воевал на Западном фронте. С сентября 1941 года был летчиком-истребителем. В звании капитана командовал эскадрильей 519-го истребительного авиационного полка. Принимал участие в боях за Москву.
К октябрю 1941 года на истребителе МиГ-3 совершил 28 боевых вылетов, из них 8 на штурмовку колонн противника. Уничтожил 6 танков, 15 автомашин и 25-30 человек живой силы противника.
С мая 1942 года служил в Управлении формирования и боевой подготовки ВВС Красной Армии. Был инспектором-летчиком, старшим помощником начальника 4-го отдела.
К 13 августа 1944 года произвел во всех войнах 234 боевых вылета, провел 30 воздушных боев, сбил 2 самолёта.
Окончил войну в звании подполковника.
После окончания войны продолжал служить инспектором-летчиком Управления формирования и боевой подготовки ВВС Красной Армии.
Занимался научной и преподавательской работой.
Вышел в отставку в звании генерал-майора авиации.
По состоянию на 1968 год проживал в городе Воронеж (Россия).
Фотографии, включая период в 519 ИАП: https://commons.wikimedia.org/w/index.php?title=Special:ListFiles/Aleks_AAV&ilshowall=1

## Награды
- Орден Красного Знамени (четырежды) (14.11.1938, 03.11.1941, 16.05.1947, ?)
- Орден Отечественной войны 1-й степени (06.04.1985)
- Орден Отечественной войны 2-й степени (25.03.1944)
- Орден Красной Звезды (дважды) (1940, ?)
- Медаль «За боевые заслуги»
- Медаль «За оборону Москвы» (01.05.1944)
- Медаль «За победу над Германией (09.05.1945) и другие[1]

## Семья
- Никифоров Петр Павлович — брат (род. 29 июля 1917), летчик истребитель, Герой Советского Союза.